# University of Mississippi

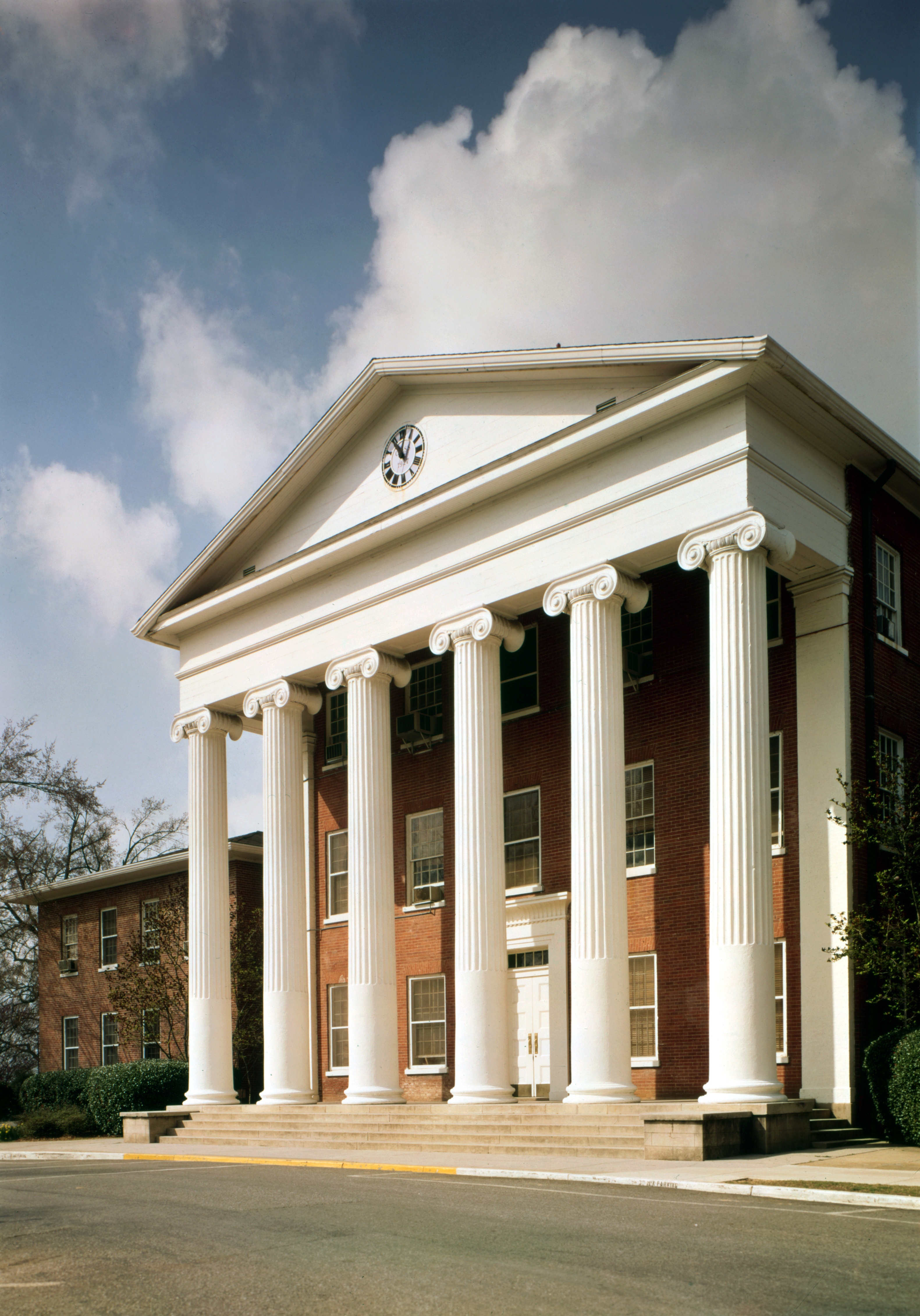
Lyceum building, 1848

Die University of Mississippi (auch Ole Miss genannt) ist eine staatliche Universität in Oxford im Norden des US-Bundesstaates Mississippi.
Mit rund 23.000 Studenten (2018) ist sie die größte Hochschule in Mississippi. Durch Filme wie  Blind Side – Die große Chance, Lieder wie Oxford Town von Bob Dylan oder We Didn’t Start the Fire von Billy Joel sowie die erste Präsidentschaftsdebatte zwischen den Kandidaten Barack Obama und John McCain 2008 gelangte die Universität zu internationaler Bekanntheit. Es gibt Außenstellen in Booneville, Tupelo und Southaven. Zu der Universität gehören auch das University of Mississippi Medical Center in Jackson und eine Forschungsstation in Bay Springs.

## Geschichte
Die Universität, deren Einführung die Mississippi Legislature am 24. Februar 1844 beschloss, wurde 1848 als Lyceum gegründet. Während des Bürgerkrieges wurde das Gebäude als Lazarett genutzt. Die Hochschule wurde erst nach dem Krieg im Jahr 1874 wiedereröffnet. Ab 1882 war es Frauen erlaubt, an der Universität zu studieren, und 1886 wurde die erste weibliche Lehrkraft eingestellt. 1962 schrieb sich James Meredith als erster afroamerikanischer Student ein und konnte nur unter Schutz der Bundespolizei in die Universität aufgenommen werden. Die Unruhen gingen als „Ole Miss Riots“ in die Geschichte ein.  Zwei Menschen, ein weißer französischer Journalist und ein weißer Jukebox-Elektriker, wurden durch gezielte Schüsse in den Hinterkopf von Unbekannten während der Rassenunruhen auf dem Campus ermordet. James Meredith wurde noch während der ersten zwei Semester von Mitstudenten belästigt. Diese Gegebenheit wurde in dem Lied „We Didn’t Start the Fire“ von Billy Joel verarbeitet. Auch Bob Dylan schrieb ein Lied über die Ereignisse (Oxford Town). Der Teil des Universitätsgeländes, das 1962 im Zentrum der Unruhen stand, wurde am 7. Oktober 2008 durch die Regierung der Vereinigten Staaten als Lyceum-The Circle Historic District zu einer National Historic Landmark bestimmt.
An dem zur Universität gehörigen Medical Center in Jackson gelang dem Chirurgen James D. Hardy 1963 die erste einseitige Lungentransplantation bei einem Menschen. Im Folgejahr verpflanzte er das Herz eines Schimpansen in einen komatösen Patienten und führte damit auch die erste Herztransplantation an einem Menschen durch.
2012 versammelten sich etwa 500 Studenten auf dem Campus und protestierten gegen die Wiederwahl Barack Obamas zum US-Präsidenten. Sie riefen dabei rassistische Parolen.

## Fakultäten
Auf dem Hauptcampus:
- Angewandte Wissenschaften
- Buchhaltung
- Geisteswissenschaften
- Ingenieurwissenschaften
- Pädagogik
- Pflege (Nursing) (seit 2006)
- Pharmazie
- Rechtswissenschaften
- Wirtschaftswissenschaften
- Graduate School

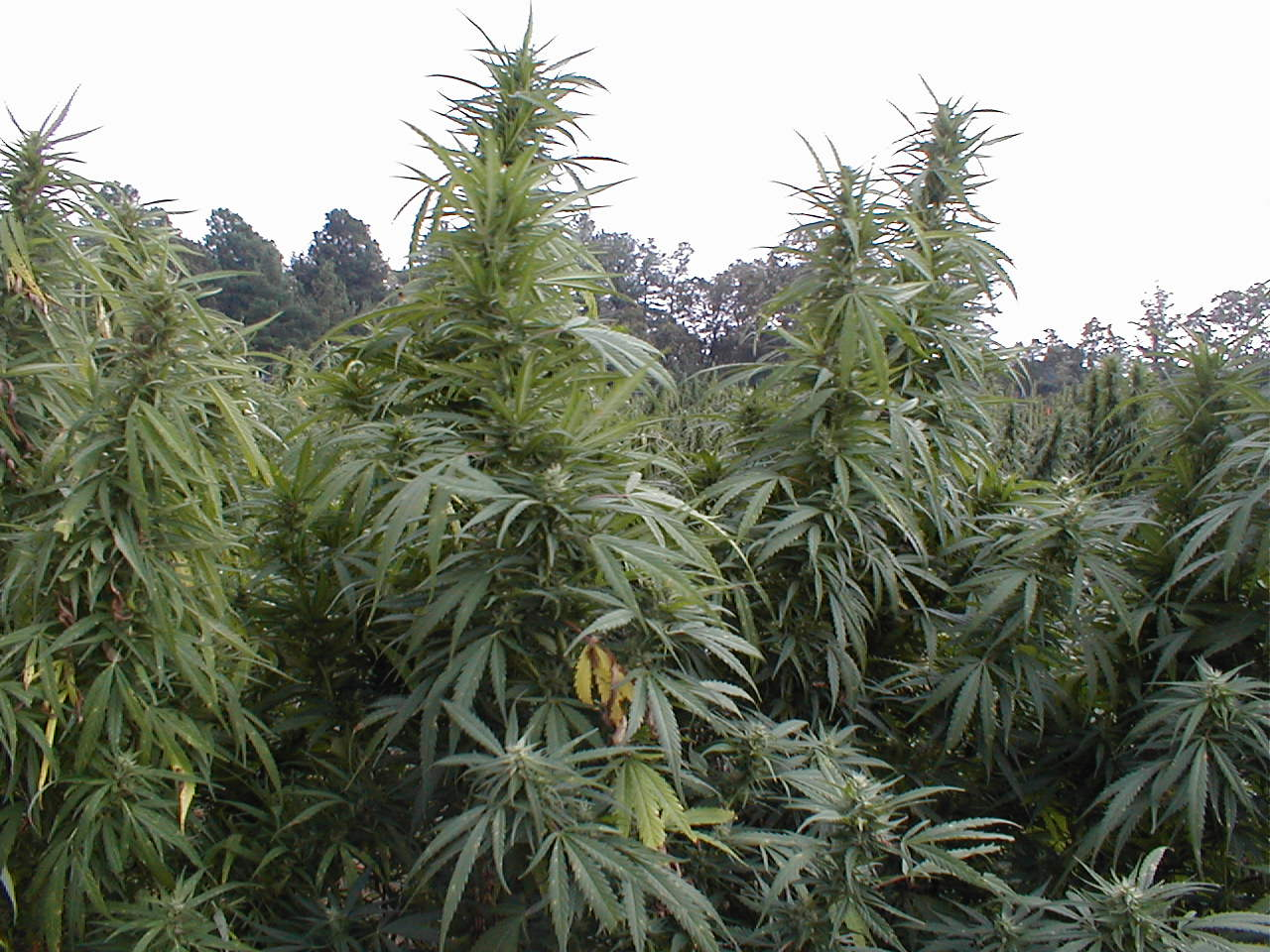
Die pharmakologische Fakultät züchtet Cannabis für medizinische Zwecke

In Jackson am University Medical Center:
- Gesundheitsberufe
- Medizin
- Pflege (Nursing)
- Zahnmedizin

## Sport
Die Sportmannschaften der Ole Miss werden die Rebels genannt. Die Universität ist Mitglied der Southeastern Conference.

## Berühmte Absolventen
- Derrick Allen (* 1980), Basketballspieler
- Haley Barbour (* 1947), Gouverneur
- Thad Cochran (1937–2019), Senator
- Paige Cothren (1935–2016), American-Football-Spieler
- John Grisham (* 1955), Schriftsteller
- Parker Hall (1916–2005), American-Football-Spieler
- Greg Iles (1960–2025), Schriftsteller
- Kate Jackson (* 1948), Schauspielerin
- Frank Kinard (1914–1985), American-Football-Spieler
- Trent Lott (* 1941), Senator
- Archie Manning (* 1949), American-Football-Spieler
- Eli Manning (* 1981), American-Football-Spieler
- Deuce McAllister (* 1978), American-Football-Spieler
- John Sidney McCain I (1884–1945), Admiral (Großvater von John Sidney McCain III)
- Gerald McRaney (* 1947), Schauspieler
- James Meredith (* 1933), Bürgerrechtler
- Michael Oher (* 1986), American-Football-Spieler
- Barney Poole (1923–2005), American-Football-Spieler
- Buster Poole (1915–1994), American-Football-Spieler
- Ollie Poole (1922–2009), American-Football-Spieler
- Ray Poole (1921–2008), American-Football-Spieler
- Roosevelt Skerrit (* 1972), Ministerpräsident von Dominica
- Elizabeth Thomas (1907–1986), Ägyptologin
- Laquon Treadwell (* 1995), American-Football-Spieler
- Terrico White (* 1990), Basketballspieler